# Alfonso Armada
Alfonso Armada Comyn (Madrid, 12 febbraio 1920 – Madrid, 1º dicembre 2013) è stato un generale spagnolo, noto per il suo coinvolgimento nel tentato colpo di Stato del 1981.

## Biografia
Entrato nell'esercito all'età di 16 anni, prese parte alla Guerra civile aderendo al Bando nacional delle unità militari ribelli al governo in carica, comandate dal generale Francisco Franco, combattendo sui fronti di Madrid, Andalusia, Guadalajara, Teruel e Valencia. Combatté anche nella seconda guerra mondiale come volontario nella 250. Infanterie-Division (Azul) della Wehrmacht sul fronte di Leningrado.
Nel dopoguerra, a partire dal 1945 fu istruttore in varie scuole militari come comandante, tenne corsi militari anche al principe Juan Carlos erede al trono, di cui divenne amico e consigliere, ed arrivò ad essere membro dello Stato Maggiore dell'Esercito.
Importante incarico fu quello di segretario generale della Casa del Re, che mantenne per 17 anni. Dopo che Juan Carlos salì al trono, per le elezioni del 1977 si scoprì che aveva inviato documenti con il timbro della casa reale invitando a votare per Alianza Popular. Venne perciò rimosso dall'incarico e fu nominato professore principale della Scuola Superiore dell'Esercito, ottenendo nel 1981 le cariche di governatore militare di Lérida e secondo capo di Stato Maggiore dell'Esercito.
Fu coinvolto nel 1981 nel tentato colpo di Stato attuato dal tenente colonnello Antonio Tejero Molina: nei piani dei golpisti Armada era stato designato quale presidente del nuovo governo. Durante il corso degli eventi, infatti, egli tentò di mediare con i golpisti, ma nel farlo si rese evidente il suo coinvolgimento. Il processo che ne seguì, con la sua condanna a 26 anni e otto mesi di prigione, pose termine alla sua carriera militare.
Dopo pochi anni in carcere, il 24 dicembre 1988, a seguito delle sue ripetute richieste di grazia, venne scarcerato con uno specifico provvedimento di indulto voluto dal Governo su proposta della Corte Suprema di Giustizia, motivato da motivi di salute e dalla costante manifestazione di fedeltà alla Corona ed all'ordine costituzionale manifestati dall'ex militare durante la pena.
Dopo essere uscito di prigione ha vissuto in Galizia, ove ebbe successo nella coltivazione e vendita di fiori silvestri. È scomparso nel 2013 all'età di 93 anni.